# Scaevola parvibarbata
Scaevola parvibarbata är en tvåhjärtbladig växtart som beskrevs av R.C. Carolin. Scaevola parvibarbata ingår i släktet Scaevola och familjen Goodeniaceae. Inga underarter finns listade i Catalogue of Life.